# Schloss Muglhof

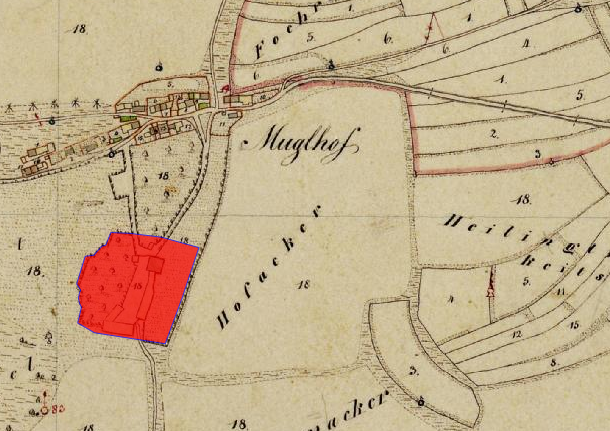
Lageplan von Schloss Muglhof auf dem Urkataster von Bayern

Das Schloss Muglhof ist ein abgegangenes Schloss 160 m südlich von dem gleichnamigen oberpfälzischen Ort Muglhof, heute ein Stadtteil der kreisfreien Stadt Weiden in der Oberpfalz. Die Dreifaltigkeitskapelle von Muglhof liegt 400 m weiter östlich von dem ehemaligen Schloss. Die Anlage wird als Bodendenkmal unter der Aktennummer D-3-6339-0042 mit der Beschreibung „untertägige Befunde des abgebrochenen frühneuzeitlichen Schlosses und Landsassengutes Muglhof“ geführt.

## Geschichte
Das Landsassengut gehörte zum Landrichteramt Leuchtenberg. 1487 wurde Wolf Lebzoller, ein Bürger von Weiden, mit der Öde Muglhof belehnt. 1559 musste ein Nachfahre den Muglhof an Willibald von Brand verkaufen. Nach der Steuerbeschreibung von 1577 ist Muglhof mit fünf Lehen, drei Gütl und einem Hirtenhaus verzeichnet. 1599 heißt es, dass Muglhof eine Landsasserei und ein landesherrliches Lehen sei. Als Inhaber sind belegt: Georg Michael Ursch, genannt Schilt auf Muglhof (1626), Georg Druckmüller (1659), Josef Baron von Labrique (1748/49) und Christoph von Labrique (1777). Von diesem erwarb es 1794 Josef von Obermeier. 1809 war eine Freifrau von Obermayer die hiesige Inhaberin. Zu Muglhof bestanden damals eine Grundherrschaft und ein Niedergericht; diese umfasste sieben Höfe, ein Gemeindehaus, ein Hirtenhaus, den Meierhof, die Mühle und das Schloss. 1818 wurde Muglhof unter dem Besitzer Graf Josef von Hirschberg allodifiziert und die Gerichtsbarkeit von dem Landgericht Vohenstrauß eingezogen. Bei der Bildung des Landgerichts I. Klasse in Weiden in der Oberpfalz am 27. Oktober 1838 kam Muglhof vom Landgericht Vohenstrauß nach Weiden.